# Pascual Queral
Pascual Queral y Formigales (Bosost, septiembre de 1848-Huesca, 31 de diciembre de 1898) fue un escritor y periodista español.

## Biografía
Nacido en la localidad leridana de Bosost en 1848, tras pasar por Barbastro y Zaragoza se instaló en Huesca. Escribió La ley del embudo (1897), novela costista reeditada a finales del siglo XX, y dirigió el periódico La Brújula. Opuesto al cacique provincial Manuel Camo, apoyó a Joaquín Costa en la última década del siglo XIX. Falleció en Huesca el último día del año 1898.